# Invencible (1739)
El Invencible (transcripción de Ymbencible) fue un navío de línea de dos puentes y 70 cañones, cabeza de su clase homónima, botado en 1739 para la Armada Española. Según los estándares británicos, el buque quedaba categorizado como de tercera clase y 72 cañones nominales. Como todos los buques de la Armada española de nombre no religioso, estaba bajo la advocación de un santo, en este caso Nuestra Señora de Belem.

## Datos de su construcción
El barco fue encargado en enero de 1738 desde La Habana por el ministro de Marina, Zenón de Somodevilla y Bengoechea, Marqués de la Ensenada. Fue botado en 1740 y entró en servicio a finales de ese mismo año. Correspondió su diseño a Ciprián Autrán y las obras corrieron a cargo del construtor Juan de Acosta.

## Historial
En 1740, el barco partió hacia Veracruz al mando de Rodrigo de Torres y Morales, de donde regresó con un convoy y una escuadra a La Habana el 28 de septiembre. El barco, todavía buque insignia de Torres, llegó el 30 de junio de 1741 de Veracruz a La Habana cuando fue alcanzado por un rayo en el palo mayor. En el incendio que siguió, el almacén de pólvora del barco explotó, ocasionando 16 muertos y 21 heridos entre la tripulación, algunos de ellos en tierra firme. La explosión fue de tal magnitud que parte de los tejados de las instalaciones portuarias se desprendieron y fueron a parar a la iglesia parroquial, la cual hubo que demoler. Para prevenir estos hechos en un futuro, se decidió a partir de este incidente, almacenar la pólvora en instalaciones retiradas del puerto.